# German Masters 2021
Il German Masters 2021 è stato il dodicesimo evento professionistico della stagione 2020-2021 di snooker, il nono Ranking, e la 12ª edizione di questo torneo, che si è disputato dal 27 al 31 gennaio 2021, presso la Marshall Arena di Milton Keynes, in Inghilterra.
Il torneo è stato vinto da Judd Trump, il quale ha battuto in finale Jack Lisowski per 9-2. L'inglese si è aggiudicato così il suo secondo German Masters (per altro consecutivo), il suo terzo evento della BetVictor European Series – il suo primo in stagione – ed il suo 21º titolo Ranking in carriera. Si tratta del secondo scontro in finale in poco più di un mese per i due, che si erano già sfidati nell'ultimo atto di una competizione al World Grand Prix, con vittoria di Trump per 10-7, prima di risultare positivi al COVID-19; considerando i tornei validi per la classifica, gli ultimi due giocatori ad incontrarsi per due volte consecutivamente in finale sono stati John Higgins e Steve Davis nel 1995 (Welsh Open ed International Open).
Il campione in carica è Judd Trump, il quale ha confermato il titolo.

## Montepremi
- Vincitore: £80000
- Finalista: £35000
- Semifinalisti: £20000
- Quarti di finale: £10000
- Ottavi di finale: £5000
- Sedicesimi di finale: £4000
- Trentaduesimi di finale: £3000
- Miglior break della competizione: £5000

## Tabellone delle qualificazioni

### Turno 1
| Giocatore 1        | Risultato | Giocatore 2           |
| ------------------ | --------- | --------------------- |
| Judd Trump         | 5 - 2     | Anthony Hamilton      |
| Sunny Akani        | 2 - 5     | Peter Lines           |
| Xiao Guodong       | 5 - 4     | Lu Ning               |
| Mark Davis         | 5 - 3     | Ben Hancorn           |
| Gary Wilson        | 4 - 5     | Lei Peifan            |
| Allan Taylor       | 4 - 5     | Duane Jones           |
| Joe Perry          | 5 - 3     | Li Hang               |
| Steven Hallworth   | 5 - 1     | Chang Bingyu          |
| Kacper Filipiak    | w/o - w/d | Riley Parsons         |
| Scott Donaldson    | 2 - 5     | Luo Honghao           |
| Fan Zhengyi        | 1 - 5     | Ashley Carty          |
| Ding Junhui        | 5 - 3     | Martin Gould          |
| Sean Maddocks      | 0 - 5     | Jamie Jones           |
| Matthew Selt       | 4 - 5     | Dominic Dale          |
| Barry Pinches      | 2 - 5     | Alan McManus          |
| Stephen Maguire    | w/o - w/d | Rod Lawler            |
| Shaun Murphy       | 5 - 0     | Chen Zifan            |
| Ian Burns          | 5 - 2     | David Lilley          |
| Zhao Xintong       | 5 - 3     | Lee Walker            |
| Daniel Wells       | 3 - 5     | Jamie O'Neill         |
| Yan Bingtao        | 4 - 5     | Sam Craigie           |
| Jordan Brown       | 5 - 2     | Rory McLeod           |
| Graeme Dott        | w/o - w/d | Fraser Patrick        |
| Jamie Wilson       | 2 - 5     | Leo Fernandez         |
| Jimmy White        | w/o - w/d | Mark King             |
| Barry Hawkins      | 5 - 2     | Hossein Vafaei        |
| Ryan Day           | 5 - 3     | Andy Hicks            |
| Mark Williams      | 4 - 5     | Paul Davison          |
| Aaron Hill         | 5 - 2     | Billy Joe Castle      |
| Liang Wenbó        | 5 - 2     | Ken Doherty           |
| Jak Jones          | 5 - 3     | Si Jiahui             |
| Kyren Wilson       | 5 - 0     | Zak Surety            |
| Mark Selby         | 3 - 5     | Fergal O'Brien        |
| Simon Lichtenberg  | 5 - 1     | Amine Amiri           |
| Matthew Stevens    | 2 - 5     | Michael White         |
| Mitchell Mann      | 0 - 5     | Elliot Slessor        |
| Thepchaiya Un-Nooh | 4 - 5     | Mark Joyce            |
| Soheil Vahedi      | 5 - 3     | David Grace           |
| Anthony McGill     | 5 - 3     | Zhao Jianbo           |
| Joe O'Connor       | 5 - 3     | Lyu Haotian           |
| Liam Highfield     | 5 - 1     | Jamie Curtis-Barrett  |
| Tom Ford           | 5 - 0     | Gerard Greene         |
| Jimmy Robertson    | 5 - 1     | Alex Borg             |
| David Gilbert      | 2 - 5     | Yuan Sijun            |
| Chris Wakelin      | 1 - 5     | Stuart Carrington     |
| Michael Holt       | 5 - 2     | Brian Ochoiski        |
| Ashley Hugill      | w/o - w/d | Tian Pengfei          |
| John Higgins       | 5 - 4     | Robert Milkins        |
| Mark Allen         | 5 - 1     | Gao Yang              |
| Pang Junxu         | 5 - 2     | Alexander Ursenbacher |
| Kurt Maflin        | 2 - 5     | Martin O'Donnell      |
| Robbie Williams    | 5 - 4     | Florian Nüßle         |
| Stuart Bingham     | 5 - 1     | Eden Sharav           |
| Ricky Walden       | 5 - 1     | Xu Si                 |
| Zhou Yuelong       | 5 - 0     | Lukas Kleckers        |
| Peter Devlin       | 5 - 3     | Iulian Boiko          |
| Louis Heathcote    | 5 - 0     | Farakh Ajaib          |
| Ali Carter         | 2 - 5     | Nigel Bond            |
| Jackson Page       | 4 - 5     | Brandon Sargeant      |
| Jack Lisowski      | 5 - 3     | Igor Figueiredo       |
| Jamie Clarke       | 2 - 5     | Andrew Higginson      |
| Luca Brecel        | 5 - 4     | James Cahill          |
| Oliver Lines       | 2 - 5     | Noppon Saengkham      |
| Neil Robertson     | 4 - 5     | Ben Woollaston        |

### Turno 2
| Giocatore 1       | Risultato | Giocatore 2       |
| ----------------- | --------- | ----------------- |
| Judd Trump        | 5 - 0     | Peter Lines       |
| Xiao Guodong      | 4 - 5     | Mark Davis        |
| Lei Peifan        | 3 - 5     | Duane Jones       |
| Joe Perry         | 5 - 4     | Steven Hallworth  |
| Kacper Filipiak   | 5 - 1     | Luo Honghao       |
| Ashley Carty      | 0 - 5     | Ding Junhui       |
| Jamie Jones       | 0 - 5     | Dominic Dale      |
| Alan McManus      | 4 - 5     | Stephen Maguire   |
| Shaun Murphy      | 5 - 1     | Ian Burns         |
| Zhao Xintong      | 3 - 5     | Jamie O'Neill     |
| Sam Craigie       | 2 - 5     | Jordan Brown      |
| Graeme Dott       | 5 - 1     | Leo Fernandez     |
| Jimmy White       | 2 - 5     | Barry Hawkins     |
| Ryan Day          | 5 - 1     | Paul Davison      |
| Aaron Hill        | 0 - 5     | Liang Wenbó       |
| Jak Jones         | 5 - 4     | Kyren Wilson      |
| Fergal O'Brien    | 5 - 2     | Simon Lichtenberg |
| Michael White     | 5 - 4     | Elliot Slessor    |
| Mark Joyce        | 5 - 4     | Soheil Vahedi     |
| Anthony McGill    | 4 - 5     | Joe O'Connor      |
| Liam Highfield    | 4 - 5     | Tom Ford          |
| Jimmy Robertson   | 3 - 5     | Yuan Sijun        |
| Stuart Carrington | 5 - 3     | Michael Holt      |
| Ashley Hugill     | 0 - 5     | John Higgins      |
| Mark Allen        | 2 - 5     | Pang Junxu        |
| Martin O'Donnell  | 4 - 5     | Robbie Williams   |
| Stuart Bingham    | 5 - 2     | Ricky Walden      |
| Zhou Yuelong      | 5 - 0     | Peter Devlin      |
| Louis Heathcote   | 5 - 3     | Nigel Bond        |
| Brandon Sargeant  | 2 - 5     | Jack Lisowski     |
| Andrew Higginson  | 2 - 5     | Luca Brecel       |
| Noppon Saengkham  | 5 - 2     | Ben Woollaston    |

## Fase a eliminazione diretta
| Sedicesimi di finale Al meglio dei 9 frames | Sedicesimi di finale Al meglio dei 9 frames | Sedicesimi di finale Al meglio dei 9 frames |  |    | Ottavi di finale Al meglio dei 9 frames | Ottavi di finale Al meglio dei 9 frames | Ottavi di finale Al meglio dei 9 frames |  |  | Quarti di finale Al meglio dei 9 frames | Quarti di finale Al meglio dei 9 frames | Quarti di finale Al meglio dei 9 frames |  |  | Semifinali Al meglio degli 11 frames | Semifinali Al meglio degli 11 frames | Semifinali Al meglio degli 11 frames |  |  | Finale Al meglio dei 17 frames | Finale Al meglio dei 17 frames | Finale Al meglio dei 17 frames |
|                                             |                                             |                                             |  |    |                                         |                                         |                                         |  |  |                                         |                                         |                                         |  |  |                                      |                                      |                                      |  |  |                                |                                |                                |
| 1                                           | Judd Trump                                  | 5                                           |  |    |                                         |                                         |                                         |  |  |                                         |                                         |                                         |  |  |                                      |                                      |                                      |  |  |                                |                                |                                |
| 43                                          | Mark Davis                                  | 1                                           |  |    | 1                                       | Judd Trump                              | 5                                       |  |  |                                         |                                         |                                         |  |  |                                      |                                      |                                      |  |  |                                |                                |                                |
| 78                                          | Duane Jones                                 | 1                                           |  | 17 | Joe Perry                               | 3                                       |                                         |  |  |                                         |                                         |                                         |  |  |                                      |                                      |                                      |  |  |                                |                                |                                |
| 17                                          | Joe Perry                                   | 5                                           |  |    |                                         |                                         |                                         |  |  | 1                                       | Judd Trump                              | 5                                       |  |  |                                      |                                      |                                      |  |  |                                |                                |                                |
| 76                                          | Kacper Filipiak                             | 4                                           |  |    |                                         |                                         |                                         |  |  | 9                                       | Ding Junhui                             | 3                                       |  |  |                                      |                                      |                                      |  |  |                                |                                |                                |
| 9                                           | Ding Junhui                                 | 5                                           |  |    | 9                                       | Ding Junhui                             | 5                                       |  |  |                                         |                                         |                                         |  |  |                                      |                                      |                                      |  |  |                                |                                |                                |
| 66                                          | Dominic Dale                                | 5                                           |  | 66 | Dominic Dale                            | 0                                       |                                         |  |  |                                         |                                         |                                         |  |  |                                      |                                      |                                      |  |  |                                |                                |                                |
| 8                                           | Stephen Maguire                             | 4                                           |  |    |                                         |                                         |                                         |  |  |                                         |                                         |                                         |  |  | 1                                    | Judd Trump                           | 6                                    |  |  |                                |                                |                                |
| 5                                           | Shaun Murphy                                | 4                                           |  |    |                                         |                                         |                                         |  |  |                                         |                                         |                                         |  |  | 20                                   | Barry Hawkins                        | 5                                    |  |  |                                |                                |                                |
| 79                                          | Jamie O'Neill                               | 5                                           |  |    | 79                                      | Jamie O'Neill                           | 4                                       |  |  |                                         |                                         |                                         |  |  |                                      |                                      |                                      |  |  |                                |                                |                                |
| 94                                          | Jordan Brown                                | 5                                           |  | 94 | Jordan Brown                            | 5                                       |                                         |  |  |                                         |                                         |                                         |  |  |                                      |                                      |                                      |  |  |                                |                                |                                |
| 21                                          | Graeme Dott                                 | 2                                           |  |    |                                         |                                         |                                         |  |  | 94                                      | Jordan Brown                            | 1                                       |  |  |                                      |                                      |                                      |  |  |                                |                                |                                |
| 20                                          | Barry Hawkins                               | 5                                           |  |    |                                         |                                         |                                         |  |  | 20                                      | Barry Hawkins                           | 5                                       |  |  |                                      |                                      |                                      |  |  |                                |                                |                                |
| 39                                          | Ryan Day                                    | 4                                           |  |    | 20                                      | Barry Hawkins                           | 5                                       |  |  |                                         |                                         |                                         |  |  |                                      |                                      |                                      |  |  |                                |                                |                                |
| 29                                          | Liang Wenbó                                 | 4                                           |  | 88 | Jak Jones                               | 2                                       |                                         |  |  |                                         |                                         |                                         |  |  |                                      |                                      |                                      |  |  |                                |                                |                                |
| 88                                          | Jak Jones                                   | 5                                           |  |    |                                         |                                         |                                         |  |  |                                         |                                         |                                         |  |  |                                      |                                      |                                      |  |  | 1                              | Judd Trump                     | 9                              |
| 120                                         | Fergal O'Brien                              | 5                                           |  |    |                                         |                                         |                                         |  |  |                                         |                                         |                                         |  |  |                                      |                                      |                                      |  |  | 15                             | Jack Lisowski                  | 2                              |
|                                             | Michael White                               | 1                                           |  |    | 120                                     | Fergal O'Brien                          | 0                                       |  |  |                                         |                                         |                                         |  |  |                                      |                                      |                                      |  |  |                                |                                |                                |
| 58                                          | Mark Joyce                                  | 4                                           |  | 49 | Joe O'Connor                            | 5                                       |                                         |  |  |                                         |                                         |                                         |  |  |                                      |                                      |                                      |  |  |                                |                                |                                |
| 49                                          | Joe O'Connor                                | 5                                           |  |    |                                         |                                         |                                         |  |  | 49                                      | Joe O'Connor                            | 1                                       |  |  |                                      |                                      |                                      |  |  |                                |                                |                                |
| 22                                          | Tom Ford                                    | 5                                           |  |    |                                         |                                         |                                         |  |  | 22                                      | Tom Ford                                | 5                                       |  |  |                                      |                                      |                                      |  |  |                                |                                |                                |
| 51                                          | Yuan Sijun                                  | 0                                           |  |    | 22                                      | Tom Ford                                | 5                                       |  |  |                                         |                                         |                                         |  |  |                                      |                                      |                                      |  |  |                                |                                |                                |
| 54                                          | Stuart Carrington                           | w/o                                         |  | 54 | Stuart Carrington                       | 2                                       |                                         |  |  |                                         |                                         |                                         |  |  |                                      |                                      |                                      |  |  |                                |                                |                                |
| 6                                           | John Higgins                                | w/d                                         |  |    |                                         |                                         |                                         |  |  |                                         |                                         |                                         |  |  | 22                                   | Tom Ford                             | 2                                    |  |  |                                |                                |                                |
| 104                                         | Pang Junxu                                  | 3                                           |  |    |                                         |                                         |                                         |  |  |                                         |                                         |                                         |  |  | 15                                   | Jack Lisowski                        | 6                                    |  |  |                                |                                |                                |
| 84                                          | Robbie Williams                             | 5                                           |  |    | 84                                      | Robbie Williams                         | 4                                       |  |  |                                         |                                         |                                         |  |  |                                      |                                      |                                      |  |  |                                |                                |                                |
| 10                                          | Stuart Bingham                              | 5                                           |  | 10 | Stuart Bingham                          | 5                                       |                                         |  |  |                                         |                                         |                                         |  |  |                                      |                                      |                                      |  |  |                                |                                |                                |
| 23                                          | Zhou Yuelong                                | 2                                           |  |    |                                         |                                         |                                         |  |  | 10                                      | Stuart Bingham                          | 3                                       |  |  |                                      |                                      |                                      |  |  |                                |                                |                                |
| 67                                          | Louis Heathcote                             | 4                                           |  |    |                                         |                                         |                                         |  |  | 15                                      | Jack Lisowski                           | 5                                       |  |  |                                      |                                      |                                      |  |  |                                |                                |                                |
| 15                                          | Jack Lisowski                               | 5                                           |  |    | 15                                      | Jack Lisowski                           | 5                                       |  |  |                                         |                                         |                                         |  |  |                                      |                                      |                                      |  |  |                                |                                |                                |
| 31                                          | Luca Brecel                                 | 5                                           |  | 31 | Luca Brecel                             | 2                                       |                                         |  |  |                                         |                                         |                                         |  |  |                                      |                                      |                                      |  |  |                                |                                |                                |
| 41                                          | Noppon Saengkham                            | 1                                           |  |    |                                         |                                         |                                         |  |  |                                         |                                         |                                         |  |  |                                      |                                      |                                      |  |  |                                |                                |                                |

| Finale (Al meglio dei 17 frames) Marshall Arena, Milton Keynes, 31 gennaio 2021. Arbitro: Rob Spencer | |                                     |
| Judd Trump (1)                                                                                        | 9–2 | Jack Lisowski (15)                  |
| Miglior break: 119 Century breaks: 1                                                                  | Prima sessione: 76–31, 0–90, 87–0, 64–25, 65–30, 72–0, 68–58, 71–14 Seconda sessione: 87–49, 0–106, 119–0 | Miglior break: 67 Century breaks: 0 |
| Judd Trump vince il BildBet German Masters 2021                                                       | |                                     |

### Century breaks
Durante il corso del torneo sono stati realizzati 25 century breaks.
| N° | Giocatore       | Century breaks | Miglior break |
| -- | --------------- | -------------- | ------------- |
| 1  | Tom Ford        | 5              | 134           |
| =  | Judd Trump      | 5              | 131           |
| 2  | Barry Hawkins   | 4              | 140           |
| 3  | Robbie Williams | 2              | 135           |
| =  | Ding Junhui     | 2              | 104           |
| 4  | Jack Lisowski   | 1              | 128           |
| =  | Louis Heathcote | 1              | 115           |
| =  | Liang Wenbó     | 1              | 114           |
| =  | Stuart Bingham  | 1              | 110           |
| =  | Jamie O'Neill   | 1              | 104           |
| =  | Jordan Brown    | 1              | 101           |
| =  | Jak Jones       | 1              | 100           |